# Rübling
Rübling ist ein Gemeindeteil der Stadt Berching im Landkreis Neumarkt in der Oberpfalz. Das Dorf gehört zur Pfarrei Burggriesbach im Dekanat Neumarkt in der Oberpfalz.

## Geschichte
Am 1. Juli 1972 wurde die Gemeinde Stierbaum mit Rübling (Gemeindesitz) eingemeindet.